# HTTP 403
HTTP 403 là một mã phản hồi chuẩn của HTTP có nghĩa là quyền truy cập vào tài nguyên được yêu cầu bị cấm. Máy chủ đã hiểu yêu cầu, nhưng sẽ không đáp ứng yêu cầu đó.

## Các thông số kỹ thuật
HTTP 403 cung cấp một trường hợp lỗi khác với HTTP 401, trong khi HTTP 401 được trả về khi máy khách chưa được xác thực và ngụ ý rằng phản hồi thành công có thể được trả lại sau khi đã được xác thực hợp lệ, HTTP 403 được trả lại khi máy khách không được phép truy cập vào tài nguyên mặc dù đã được cung cấp xác thực, chẳng hạn như không đủ quyền của tài khoản đã được xác thực.
Lỗi 403: "Máy chủ hiểu yêu cầu nhưng từ chối cho phép nó." (RFC 7231)
Lỗi 401: "Yêu cầu xác thực người dùng. Phản hồi phải bao gồm trường tiêu đề WWW-Xác thực (mục 14.47) có chứa lời gọi áp dụng cho tài nguyên được yêu cầu. Máy khách có thể lặp lại yêu cầu với trường tiêu đề được ủy quyền phù hợp (mục 14.8). Nếu yêu cầu đã bao gồm thông tin xác thực được ủy quyền, thì phản hồi 401 cho biết rằng ủy quyền đã bị từ chối đối với các thông tin xác thực đó." (RFC 2616)
Máy chủ web Apache trả về 403 Forbidden để đáp ứng các yêu cầu về đường dẫn URL tương ứng với thư mục hệ thống tập tin khi danh sách thư mục đã bị vô hiệu hóa trong máy chủ và không có thư mục để chỉ định một tập tin hiện có sẽ được trả lại cho trình duyệt. Một số quản trị viên định cấu hình tiện ích mở rộng mod proxy cho Apache để chặn các yêu cầu như vậy và điều này cũng sẽ trả về 403 Forbidden. Microsoft IIS phản hồi theo cách tương tự khi danh sách thư mục bị từ chối trong máy chủ đó. Trong WebDAV, phản hồi 403 Forbidden sẽ được máy chủ trả về nếu máy khách đưa ra yêu cầu PROPFIND nhưng không đưa ra được độ sâu tiêu đề khi yêu cầu hoặc đưa ra độ sâu tiêu đề là vô cùng.

## Mã lỗi substatus cho IIS

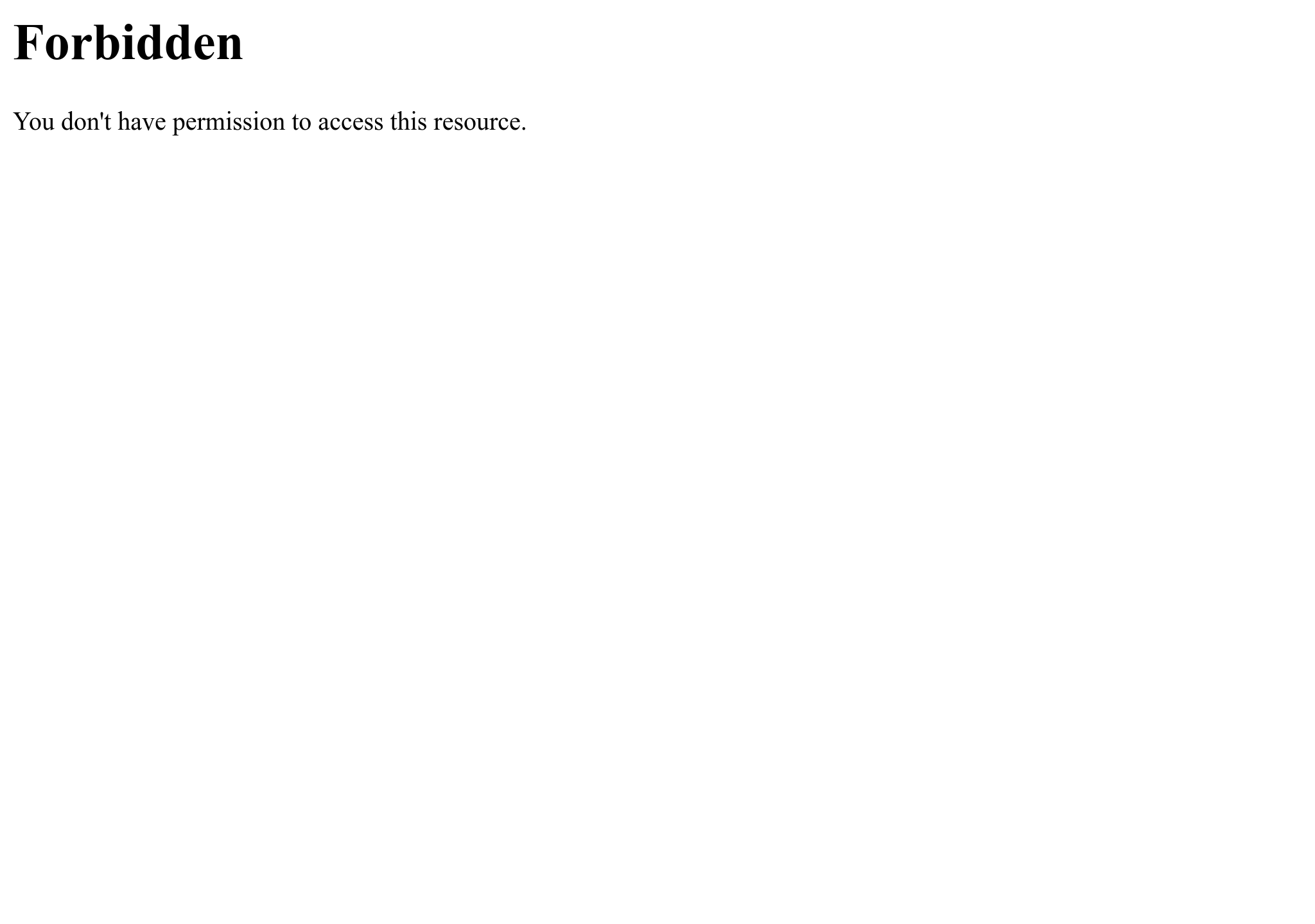
Thông báo lỗi en.Wikipedia

Các mã lỗi không chuẩn sau đây được trả lại bởi Dịch vụ Thông tin Internet của Microsoft và không được IANA chính thức công nhận.
- 403.1 – Thực thi quyền truy cập bị cấm[4]
- 403.2 – Quyền truy cập đọc bị cấm[5]
- 403.3 – Quyền truy cập ghi bị cấm[6]
- 403.4 – Yêu cầu SSL[7]
- 403.5 – Yêu cầu SSL 128
- 403.6 – Địa chỉ IP bị từ chối[8]
- 403.7 – Chứng chỉ ứng dụng bắt buộc[9]
- 403.8 – Quyền truy cập trang web bị từ chối
- 403.9 – Quá nhiều người sử dụng
- 403.10 – Cấu hình không hợp lệ
- 403.11 – Thay đổi mật khẩu
- 403.12 – Mapper bị từ chối quyền truy cập
- 403.13 – Chứng chỉ máy khách đã bị thu hồi
- 403.14 – Danh sách thư mục bị từ chối
- 403.15 – Đã vượt quá Giấy phép Truy cập Máy khách
- 403.16 – Chứng chỉ máy khách không đáng tin cậy hoặc không hợp lệ
- 403.17 – Chứng chỉ máy khách đã hết hạn hoặc chưa hợp lệ
- 403.18 – Không thể thực hiện yêu cầu từ nhóm ứng dụng đó
- 403.19 – Không thể thực thi CGI cho máy khách trong nhóm ứng dụng này
- 403.20 – Đăng nhập Passport không thành công
- 403.21 – Quyền truy cập nguồn bị từ chối[10]
- 403.22 – Độ sâu vô cùng bị từ chối
- 403.502 – Quá nhiều yêu cầu từ cùng một IP máy khách. Đã đạt đến giới hạn của Hạn chế IP động[11]
- 403.503 – Bị từ chối do giới hạn địa chỉ IP[12]